# Ческа-Липа (район)
Район Ческа-Липа (чеш. Okres Česká Lípa) — один из 4 районов Либерецкого края Чехии. Административным центром является город Ческа-Липа. Площадь составляет 1 072,91 км², население — 105 662 человек (плотность населения — 98,48 человек на 1 км²). Район состоит из 57 населённых пунктов, в том числе из 11 городов.

## Достпримечательности
- Слоуп — руины средневекового замка на высокой скале.